# 敢造遗址
敢造遗址，位于中国广西壮族自治区扶绥县扶南公社长沙大队，为一个省级文物保护单位，类型为古遗址，为第二批广西壮族自治区文物保护单位，公布时间为1981年8月25日。
敢造遗址的历史年代为新石器时代。